# Washington Torres
Washington Leandro Torres Trujillo (Santiago del Cile, 23 maggio 1984) è un ex calciatore cileno, di ruolo difensore.